# Ryszard Bieszyński
Ryszard Józef Bieszyński – funkcjonariusz polskich służb specjalnych (SB, UOP i ABW), pułkownik.
Jednym z jego tajnych informatorów był Edward Mazur.
Jako dyrektor Zarządu Śledczego Urzędu Ochrony Państwa kierował zasadniczą częścią śledztwa w sprawie zabójstwa nadinspektora Policji Marka Papały. Był jednym z oficerów UOP biorących udział w pracach międzyresortowej grupy ds. zabójstwa Papały. Reprezentował tam pogląd, że trop Edwarda Mazura jako zleceniodawcy zamachu jest fałszywy. Według płka Bieszyńskiego, najbardziej prawdopodobnym powodem zabójstwa Komendanta Głównego Policji nadinsp. Marka Papały była zemsta jednego z krewnych, któremu nadinspektor Policji nie załatwił dobrej pracy, lub konflikty małżeńskie. Media oskarżyły płk Ryszarda Bieszyńskiego o bezpośredni wpływ na zwolnienie przez prokuraturę Edwarda Mazura bez przesłuchania.
W 2001 koordynował zatrzymanie Zbigniewa Farmusa.
W lutym 2002 również pełniąc tę funkcję koordynował akcję zatrzymania Andrzeja Modrzejewskiego („afera Orlenu”). W latach 2003–2005 płk Bieszyński zajmował stanowisko dyrektora Departamentu Postępowań Karnych ABW (kontynuacja ZŚ UOP), gdzie między innymi zajmował się badaniem jednego z wątków „afery paliwowej”.
Został odznaczony Srebrnym (1997) i Złotym (2002) Krzyżem Zasługi.
W dniu 20 lipca 2005 płk Bieszyński złożył raport „o bezzwłoczne odejście ze służby” jako efekt przeprowadzonej z nim rozmowy przez Szefa ABW. Raport ten został przyjęty i od 21 lipca 2005 roku Bieszyński pozostaje poza służbą.
Był jednym ze świadków obrony w procesie ekstradycyjnym Edwarda Mazura. Zeznał on, iż biznesmen nie jest zamieszany w zabójstwo nadinsp. Papały.
W 2012 r. Sąd Okręgowy w Warszawie skazał płk Bieszyńskiego w sprawie zatrzymania b. prezesa PKN Orlen Andrzeja Modrzejewskiego, na karę 10 miesięcy pozbawienia wolności w zawieszeniu na 3 lata. W tej samej sprawie wyrok 1 roku pozbawienia wolności w zawieszeniu na 3 lata otrzymał b. szef Urzędu Ochrony Państwa Zbigniew Siemiątkowski. Sąd, powołując się na konieczność ochrony tajemnicy państwowej, utajnił uzasadnienie wyroku.